# Opérateur de Hecke
En mathématiques, en particulier dans la théorie des formes modulaires, un opérateur de Hecke, étudié par Erich Hecke, est un certain type d'opérateur de « moyennage » qui joue un rôle important dans la structure des espaces vectoriels de formes modulaires et de représentations automorphes plus générales.

## Histoire
Mordell (1917) a utilisé les opérateurs de Hecke sur les formes modulaires dans un article sur les formes paraboliques spéciales de Ramanujan, bien avant la théorie générale développée par Hecke (1937a, 1937b). En donnant une expression des coefficients de la forme de Ramanujan
{\displaystyle \Delta (z)=q\left(\prod _{n=1}^{\infty }(1-q^{n})\right)^{24}=\sum _{n=1}^{\infty }\tau (n)q^{n},\quad q=e^{2\pi iz},}
Mordell a démontré que la fonction tau de Ramanujan est une fonction multiplicative :
{\displaystyle \tau (mn)=\tau (m)\tau (n)\quad {\text{ si }}(m,n)=1.}
L'idée remonte en fait aux travaux antérieurs d'Adolf Hurwitz, qui traitait des correspondances algébriques entre des courbes modulaires, que réalisent certains opérateurs de Hecke particuliers.

## Description mathématique
Les opérateurs de Hecke peuvent être réalisés dans plusieurs contextes. La définition la plus simple est combinatoire : étant donné un entier n, à une fonction f(Λ), définie sur l'ensemble des réseaux de rang donné, on associe
{\displaystyle \sum f(\Lambda ')}
où la somme porte sur tous les Λ′ qui sont des sous-groupes de Λ d'indice n. Par exemple, pour un réseau Λ de rang deux avec n=2, il y a trois tels Λ′. Les formes modulaires sont des fonctions d'un genre particulier définies sur l'ensemble des réseaux, soumises à des conditions qui en font des fonctions analytiques et homogènes par rapport aux homothéties, ainsi qu'à une croissance modérée à l'infini ; ces conditions sont préservées par addition, de sorte que les opérateurs de Hecke préservent l'espace des formes modulaires d'un poids donné.
Une autre façon d'exprimer les opérateurs de Hecke consiste à utiliser des doubles classes dans le groupe modulaire. Dans l'approche adélique contemporaine, cela se traduit par des doubles classes par rapport à certains sous-groupes compacts.

### Formule explicite
Soit Mm l'ensemble des matrices entière 2×2 de déterminant m et soit Γ = M1 le groupe modulaire complet SL(2, Z). Étant donnée une forme modulaire f(z) de poids k, le m-ième opérateur de Hecke agit par la formule
{\displaystyle T_{m}f(z)=m^{k-1}\sum _{\left({\begin{smallmatrix}a&b\\c&d\end{smallmatrix}}\right)\in \Gamma \backslash M_{m}}(cz+d)^{-k}f\left({\frac {az+b}{cz+d}}\right),}
où z est dans le demi-plan supérieur et la constante de normalisation mk−1 garantit que l'image d'une forme à coefficients de Fourier entiers a des coefficients de Fourier entiers. Ceci peut être réécrit sous la forme
{\displaystyle T_{m}f(z)=m^{k-1}\sum _{a,d>0,ad=m}{\frac {1}{d^{k}}}\sum _{b{\pmod {d}}}f\left({\frac {az+b}{d}}\right),}
ce qui conduit à une expression des coefficients de Fourier de Tm(f(z)) = Σ bnqn en fonction de ceux de f(z) = Σ anqn :
{\displaystyle b_{n}=\sum _{r>0,r\mid (m,n)}r^{k-1}a_{mn/r^{2}}.}
On peut voir à partir de cette formule explicite que les opérateurs de Hecke avec des indices différents commutent et que si a0 = 0 alors b0 = 0, de sorte que le sous-espace Sk des formes paraboliques de poids k est préservé par les opérateurs de Hecke. Si une forme parabolique (non nulle) f est une forme propre simultanée de tous les opérateurs de Hecke Tm avec des valeurs propres λm alors am = λma1 et a1 ≠ 0 . Les formes propres de Hecke sont normalisées de sorte que a1 = 1, alors
{\displaystyle T_{m}f=a_{m}f,\quad a_{m}a_{n}=\sum _{r>0,r|(m,n)}r^{k-1}a_{mn/r^{2}},\ m,n\geq 1.}
Ainsi, pour les formes paraboliques propres pour les opérateurs de Hecke normalisées de poids entier, leurs coefficients de Fourier coïncident avec les valeurs propres de Hecke.

## Algèbres de Hecke
Les algèbres engendrées par les opérateurs de Hecke sont appelées « algèbres de Hecke ». Ce sont des anneaux commutatifs. Dans la théorie classique des formes modulaires elliptiques, les opérateurs de Hecke Tn avec n premier avec le niveau qui agissent sur l'espace des formes paraboliques de poids donné sont autoadjoints pour le produit scalaire de Petersson (en). D'après le théorème spectral, il existe une base de formes modulaires qui sont des fonctions propres pour ces opérateurs de Hecke. Chacune de ces formes de base possède un développement en produit eulérien. Plus précisément, sa transformée de Mellin est la série de Dirichlet qui a pour produit eulérien celui dont le facteur local en chaque nombre premier p l'inverse[pas clair] du polynôme de Hecke, un polynôme quadratique en p−s.
Dans le cas traité par Mordell, l'espace des formes paraboliques de poids 12 par rapport au groupe modulaire complet est de dimension 1. Il en résulte que la forme {\displaystyle \Delta } de Ramanujan admet un produit eulérien et que la fonction τ est multiplicative.
L'existence de cette algèbre d'opérateurs commutatifs joue un rôle important dans l'analyse harmonique des formes modulaires et des généralisations.
Cela dit, d'autres anneaux apparentés sont également appelés « algèbres de Hecke », bien que parfois le lien avec les opérateurs de Hecke ne soit pas tout à fait évident. Parmi ces algèbres figurent certains quotients des algèbres des groupes de tresses.